# Cecilia Bolocco
Cecilia Carolina Bolocco Fonck (Santiago del Cile, 19 maggio 1965) è una modella cilena, eletta Miss Universo 1987.

## Biografia
Figlia di un imprenditore italiano di etnia arbëreshë, fu 
detentrice del titolo di Miss Cile 1987: Bolocco è stata incoronata Miss Universo il 26 maggio 1987, dopo aver battuto l'italiana Miss Italia 1986 Roberta Capua, arrivata seconda, e le altre sessantasei delegate delle altre nazioni e diventando la prima donna proveniente dal Cile a ottenere tale titolo. Durante il suo anno di regno si trasferì a vivere a Los Angeles.
Dopo il suo anno di regno, Cecilia Bolocco ha debuttato come conduttrice televisiva, presentando Porque hoy es sábado in onda su Televisión Nacional de Chile. In seguito ha lavorato come giornalista per l'edizione in lingua spagnola della CNN, per Telemundo e per vari programmi per bambini della televisione cilena. Ha inoltre recitato nella telenovela Morelia, trasmessa in più di settanta paesi in tutto il mondo, e in Betty la fea, nel ruolo di se stessa.

## Vita privata
Fra il 2001 ed il 2007 è stata sposata con l'ex presidente argentino Carlos Menem.